# تشسکا متویه
تشسکا متویه (به چکی: Česká Metuje) یک منطقهٔ مسکونی در جمهوری چک است که در ناحیه ناخود واقع شده‌است. تشسکا متویه ۹٫۶۹ کیلومتر مربع مساحت و ۳۲۳ نفر جمعیت دارد و ۴۳۲ متر بالاتر از سطح دریا واقع شده‌است.